# Allison V-1710
L'Allison V-1710 est un moteur d'aviation, le seul de conception américaine à posséder, pendant la période de la Seconde Guerre mondiale, une configuration en V et un refroidissement par liquide. Du fait de la préférence des États-Unis d'avant-guerre pour les configurations en étoile et les turbocompresseurs, il ne réussit jamais à atteindre les performances et la fiabilité des moteurs étrangers. L'industrie américaine a finalement recours à la production sous licence du moteur britannique Rolls-Royce Merlin pour équiper ses avions de chasse pour le combat à haute altitude.
L'Allison équipe néanmoins de très nombreux avions comme le Lockheed P-38 Lightning, le Bell P-39 Airacobra et le Curtiss P-40 Warhawk et connait une production très importante avec 70 033 exemplaires réalisés du 13 août 1931 au 2 juin 1948 à l'usine d'Indianapolis. Après la guerre, il connait aussi une carrière comme moteur de course motonautique, en particulier de canots de compétition dits hydroplanes .

## Historique
Fondée par James A. Allison (en) en 1915 pour construire des moteurs et des automobiles à Indianapolis à côté du circuit automobile qu'il avait aussi créé, la compagnie Allison ne tarda pas à se faire connaître dans le domaine aéronautique. Norman Gilman, entré dans la société en 1917 comme directeur technique, participe en effet, à la demande d'Allison, à la conception du moteur Liberty L-12 de 400 chevaux. En 1927 Gilman pose des brevets sur une amélioration du moteur ce qui lui permet de constituer des fonds en vue d'études ultérieures. Après la mort de James Allison en 1928 et le rachat de la compagnie par General Motors en 1929, Norman Gilman est nommé président, fonction qu'il cumule avec celle de directeur technique. Il décide aussi l'étude, sur ses fonds privés, d'un nouveau moteur à refroidissement liquide de 1 000 chevaux (750 kW) pour remplir les futurs besoins de l'US Army et de l'US Navy.
L'accent est mis surtout sur la possibilité d'utiliser la base du moteur pour divers usages et par conception, le système de réduction et le compresseur furent pensés pour être facilement échangés. Le prototype V-1710-A de 1,010 lbs effectua un premier essai sur banc en 1931 délivrant 650 chevaux à 2 400 tours par minute. Le compresseur avec une multiplication de 7,3 par rapport à l'arbre à cames fut alors passé à une multiplication de 8,0 et, en 1932, le moteur réussit un test de cinquante heures au cours duquel il fournit 750 chevaux, toujours à 2 400 tours par minute.
L'US Navy, bien qu'elle préfère les moteurs en étoile pour ses avions, manifesta alors son intérêt pour le V-1710 dans le but d'équiper ses dirigeables. Elle supervisa la mise au point d'une version dépourvue de compresseur mais équipée de deux carburateurs entre les deux lignes de cylindres. Ce moteur était aussi équipé d'un système d'inversion d'hélice lui permettant de passer de la pleine puissance dans un sens à la même puissance dans le sens opposé en moins de huit secondes. Ce moteur, le V-1710-B, était prévu pour équiper les dirigeables USS Akron et USS Macon. Le programme est cependant annulé à la suite de la perte des aéronefs. La situation économique, à la suite de la Grande Dépression, freine le développement si bien que le premier moteur ne fut testé en vol que le 14 décembre 1936 sur un Consolidated A-11A.
En 1933, Norman Gilman embauche Ronald Hazen qui avait travaillé chez Fairchild à la conception du moteur Ranger. En mars 1936, celui-ci devient directeur technique. Sous son impulsion, le V-1710 est entièrement repensé. Le dessin des chambres et des pistons fut modifié, ainsi que les soupapes pour améliorer le mélange de l'air et du carburant, le diamètre de la turbine du compresseur augmenté de 8,25 à 9,5 pouces et le rapport d'entraînement de l'hélice est augmenté à 2 au lieu de 0,66, le taux de compression dans les cylindres passe à 6,0. Le moteur passe le test réglementaire de 150 heures de l'Army. Le 23 avril 1937, au cours de l'essai, il fournit 1 000 chevaux, étant le premier moteur à atteindre cette puissance. Par la suite on put atteindre un taux de compression de 6,65 et des vitesses de rotation de 3 500 tours par minute, sur la base ainsi créée.

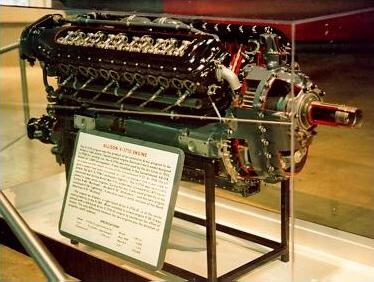
Allison V-1710-2.

Le nouveau moteur est proposé aux divers avionneurs américains et rencontre un grand succès puisqu'il équipe la majorité des avions engagés dans l'US Army Pursuit Contest. Le XP-37, le Lockheed XP-38 et le Bell XP-39 avec des V-1710 turbocompressés et le XP-40 avec un simple compresseur mécanique. L'US Army, à la fin des années trente, a misé fortement sur la suralimentation par turbocompresseur qui, pensait-elle, allait dépasser les solutions par suralimentation mécanique dans un proche avenir. Ce fut un mauvais choix car la pénurie de matériaux comme le tungstène, nécessaires aux alliages résistants à haute température, et les difficultés de mise au point empêchèrent la fabrication en masse de turbocompresseurs, qui sont alors réservés aux bombardiers, jugés prioritaires. Les avions de chasse dotés du V-1710 furent donc dotés de compresseurs mécaniques mais ceux-ci étaient très en retard par rapport à leurs équivalents européens et les performances en altitude en pâtissaient. Ce n'est que vers la fin de la guerre que le moteur Allison bénéficia de compresseurs plus sophistiqués à deux étages et plusieurs vitesses. Malheureusement ceux-ci se révélèrent peu fiables et le V-1710 souffrit toujours de performances défaillantes en altitude.
Par contre, très tôt dans la guerre, Allison autorisa l'utilisation du moteur en régime d'urgence, le moteur fournissant alors 1 600 chevaux (1 200 kW) au lieu des 1150 (860 kW) prévus. Cependant, le moteur devait alors être démonté et inspecté avant toute réutilisation. La durée de vie du moteur augmenta au cours du conflit de 300 à près de 1 000 heures et le moteur bénéficia toujours d'une bonne puissance massique avec plus de 1,6 kW par kilogramme.
Le P-39 et le P-40 furent ensuite réalisés à de nombreux exemplaires et absorbèrent une grande partie de la production d'Allison. Seul le P-38, produit en plus petites quantités, conserva ses turbocompresseurs, ce qui en fit un chasseur remarquable en altitude. Le V12 équipa aussi les premières séries du North American P-51 Mustang et de nombreux prototypes comme les Republic XP-47A, Curtiss-Wright XP-55 Ascender, Boeing XB-38, and Douglas XB-42 Mixmaster. Pendant la guerre, le prix de revient du moteur chuta de 25 000 à 8 000 dollars. Après guerre, l'Allison fut choisi pour équiper les 250 P-82E, F et G.
Le V-1710 servit aussi dans de nombreuses courses aériennes, nautiques ou automobiles, certains exemplaires optimisés arrivant à fournir près de 4 000 chevaux (3 000 kW). Les V-1710-G6 furent, entre autres, utilisés sur des embarcations de compétition Unlimited hydroplane racing à bord desquelles ils battirent de nombreux records du monde de vitesse sur l'eau. Pendant les années 1990, des V-1710 furent utilisés pour équiper des répliques de chasseurs de la Seconde Guerre mondiale comme les Yak-3UM et Yak-9 et des reconstructions.

## Description et caractéristiques

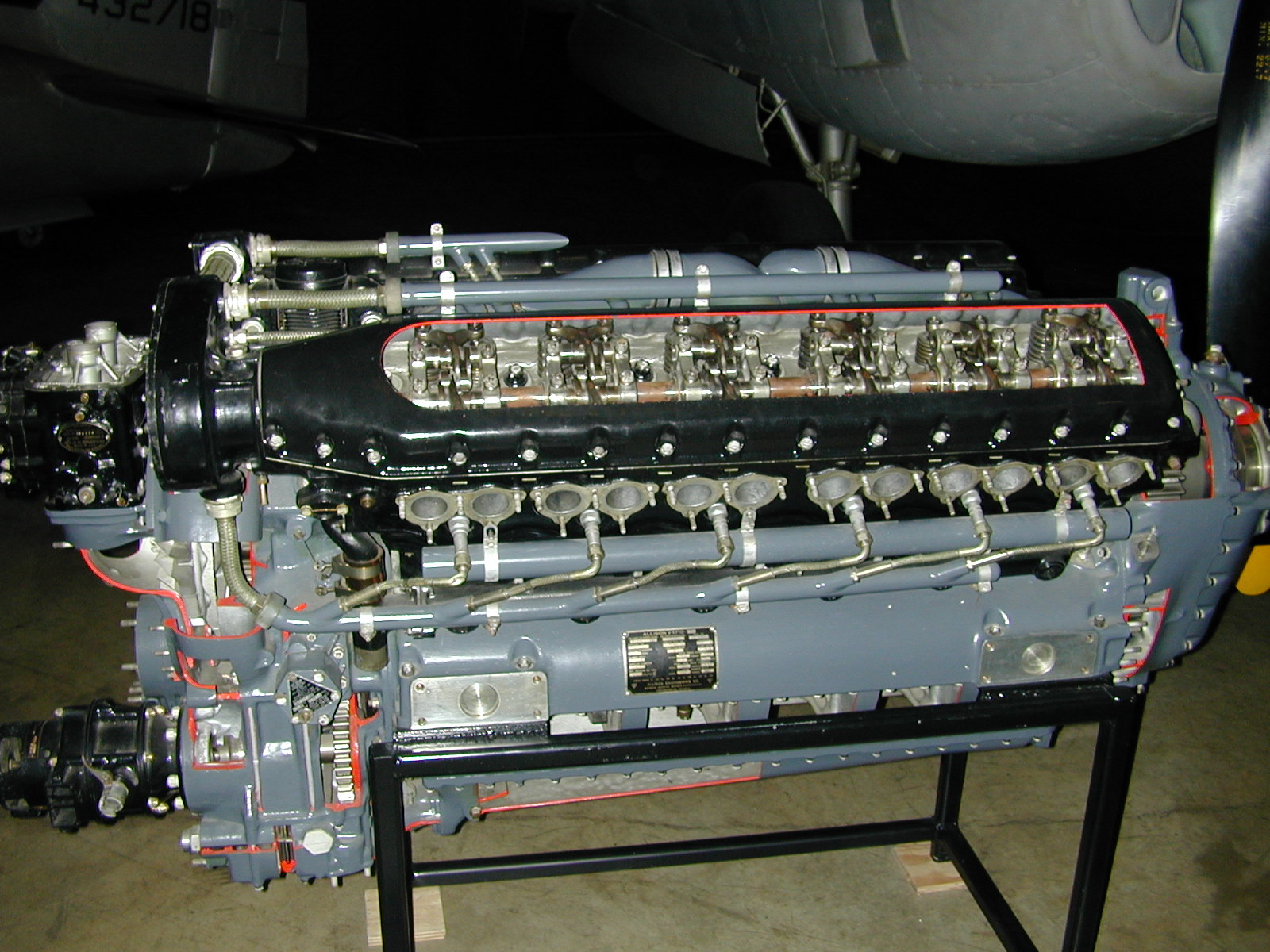
Allison V-1710 a l'USAF Museum de Dayton

L'Allison V-1710 est un moteur V12 à refroidissement liquide de conception très classique. Les deux bancs monoblocs de six cylindres sont boulonnés en V à 60 degrés sur le bloc contenant le vilebrequin. Ce bloc est constitué de parties en aluminium moulé qui se séparent au niveau de l'horizontale. Les deux bancs de six cylindres sont eux aussi en deux parties en aluminium moulé, bloc cylindres et culasse, qui emprisonnent les chemises des cylindres en acier durci. À l'intérieur, les pistons forgés en aluminium poussent sur des bielles en acier qui entraînent elles-mêmes le vilebrequin. Celui-ci possède un couplage à chacune de ses extrémités, sur lequel vient se fixer, à l'avant, un ensemble d'engrenages de réduction entraînant l'hélice, et, à l'arrière, un dispositif dynamique et hydraulique d'atténuation des vibrations ainsi que les accessoires situés sur l'arrière du moteur. Il peut être monté dans les deux sens, ce qui permet d'inverser facilement le sens de rotation du moteur.
Chaque chambre de combustion possède quatre soupapes, deux d'admission à l'intérieur du V et deux d'échappement vers l'extérieur, disposées à 22,5° par rapport à l'axe du cylindre, en alliage nichrome (65 % nickel, 20 % fer et 15 % chrome) traitées en surface avec du stellite (un acier allié contenant du cobalt, du chrome, du tungstène, et du molybdène) avec une chambre interne contenant du sodium pour améliorer l'évacuation de la chaleur. Les soupapes sont commandées par un arbre à cames simple par groupe de cylindres, qui entraîne lui-même des basculeurs agissant directement sur les queues de soupapes. L'alimentation en mélange est assurée par une pompe d'injection Bendix Stromberg SD400B3 qui prend en compte la densité du mélange et la vitesse de rotation du moteur.
Désignation : Allison V-1710-G6
Disposition des cylindres : 12 cylindres en V à 60°, refroidissement liquide.
Alésage : 139,7 mm ou 5.5" (pouces)
Course : 152,4 mm ou 6.0" (pouces)
Cylindrée totale : 28,02 litres. soit 1 710 cubic inches (pouces cubes) d'où son appellation.
Rapport volumétrique : 6,65 à 1.
Régime maximum : 3 200 tr/min
Poids : 707 kg
Largeur :
Longueur :
Puissance au décollage : 1 250 ch (932 kW)
Consommation :
Rapport de multiplication de l'hélice :
Carburant :

## Versions
Les moteurs Allison donnèrent naissance à de nombreux dérivés, deux systèmes de désignation cohabitent, un d'usine comprenant une lettre désignant la version principale et un chiffre, la sous version, et un autre dit de service créé par l'USAAF ne comprenant qu'un nombre.
- V-1710-A 2 exemplaires.
  - V-1710-A1 ou V-1710-2, 1931, 650 ch à 2 400 tr/min, carburant à indice d'octane de 87, diamètre turbine compresseur de 8,25 pouces et rapport d'entraînement 0,66:1 sur l'hélice, ratio compression 5,75.
  - V-1710-A2 ou V-1710-1, prototype pour la navy essence à indice d'octane de 92, ratio compression 5,88.
- V-1710-B 3 exemplaires.
- V-1710-B2R ou V-1710-4, version pour les dirigeables de l'US Navy, pas de compresseur, inverseur de sens d'hélice.
- Allison V-1710 CV-1710-C 2 582 exemplaires.

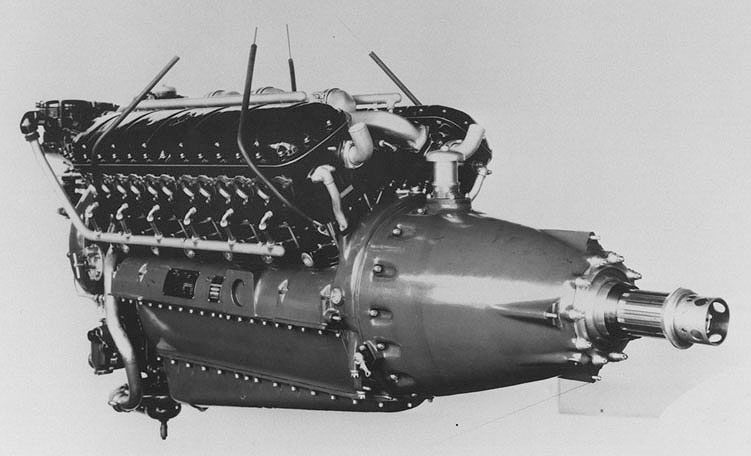
Allison V-1710 C

  - V-1710-C6 1936, 1 000 ch à 2 600 tr/min au niveau de la mer, diamètre turbine compresseur passé à 9,5 pouces et rapport d'entrainement 2:1 sur l'hélice.
  - V-1710-11 XP-37
  - V-1710-19 XP-40
  - V-1710-21 YP-37
  - V-1710-C15 ou V-1710-33, pour le P-40, carburateur Bendix.
- V-1710-D 44 exemplaires.
- V-1710-D2 ou V-1710-9, version destiné au Bell YFM-1 Airacuda, boîte de réducteur d'hélice externe et configuration propulsive.
- V-1710-E version équipant les P-39, P-63 et XB-42 avec un ensemble de réduction pour l'hélice externe au moteur, l'arbre étant prolongé de 10 pieds, 18 998 produits.
  - V-1710-E2 ou V-1710-17, version à turbocompresseur destiné au XP-39.
  - V-1710-E? ou V-1710-31, version à compresseur mécanique destiné au YP-39A.
  - V-1710-E4 ou V-1710-35, version à compresseur mécanique destiné au P-39C/D/F/G.
  - V-1710-E? ou V-1710-39, version à compresseur mécanique destiné au XP-39B.
  - V-1710-E? ou V-1710-49, version à compresseur mécanique destiné au XP-39E.
  - V-1710-E? ou V-1710-59, version à compresseur mécanique destiné au P-39J.
  - V-1710-E? ou V-1710-63, version à compresseur mécanique destiné au P-39L et P-39F2.
  - V-1710-E? ou V-1710-83, version à compresseur mécanique destiné au P-39M.
  - V-1710-E? ou V-1710-85, version à compresseur mécanique destiné au P-39N.
  - V-1710-E11 ou V-1710-93, compresseur mécanique à deux étage et deux vitesses, équipant le P-63A
  - V-1710-E22
  - V-1710-E27 ou V-1710-129, turbo-copound, prototype pour le XP-63H.

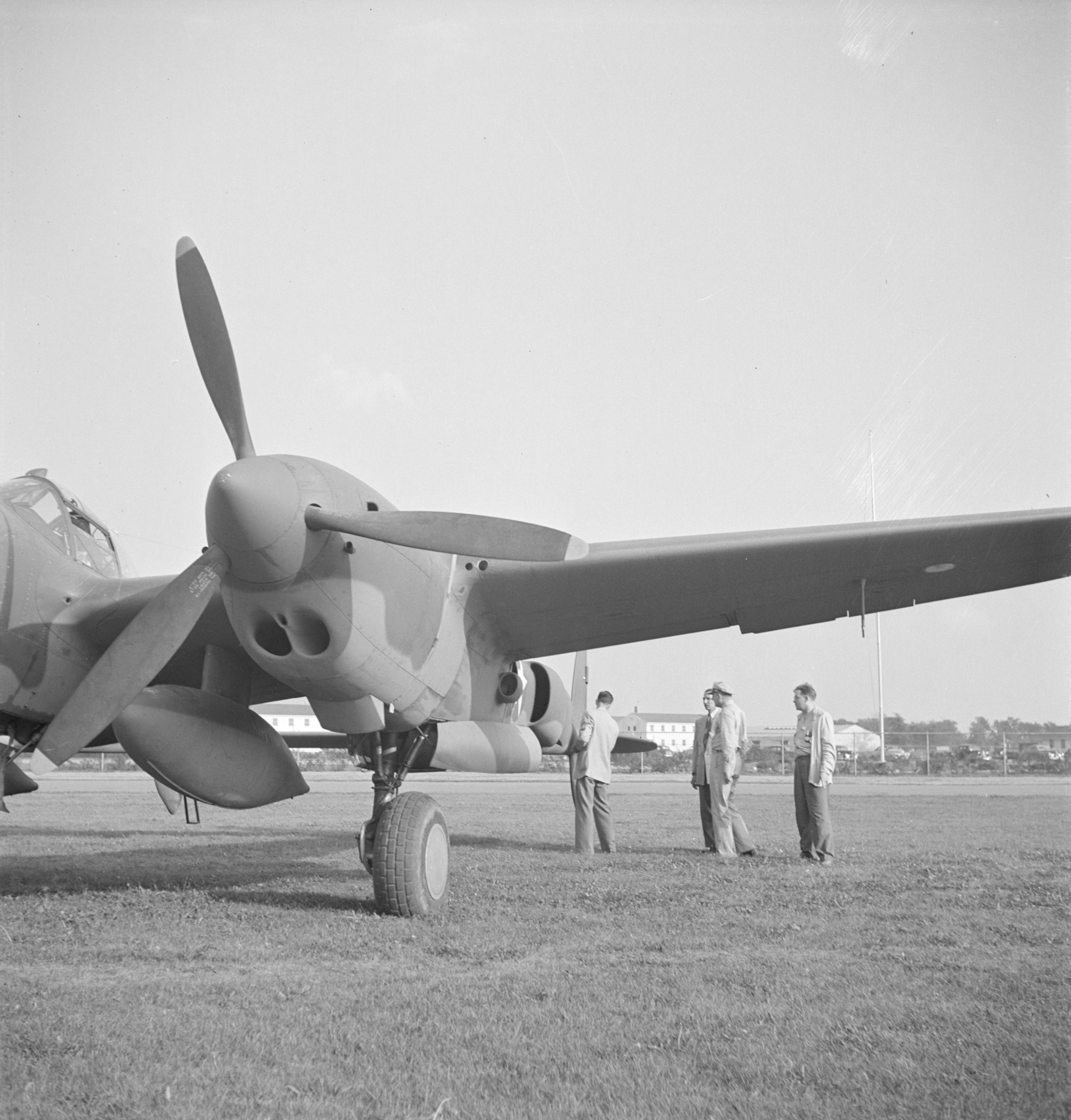
V-1710-51/55 (F10) sur un Lockheed P-38G Lightning

- V-1710-51/55 (F10) sur un Lockheed P-38G LightningV-1710-F version équipant les P-38, P-40 et P-51 avec un ensemble de réduction pour l'hélice intégré au moteur, 47 660 produits.
  - V-1710-F2R/L ou V-1710-27/29, pour le P-38, rotation vers la droite ou la gauche.
  - V-1710-F3R ou V-1710-39, pour les NA-73X, NA-73, NA-83 et NA-91.
  - V-1710-F5R/L ou V-1710-49/53, pour le P-38F, rotation vers la droite ou la gauche.
  - V-1710-F10R/L ou V-1710-51/55, pour le P-38G, rotation vers la droite ou la gauche.
  - V-1710-73 P-40K
  - V-1710-F15R/L ou V-1710-75/77, version à turbocompresseur pour le P-38K, rotation vers la droite ou la gauche, injection eau méthanol ADI, essence à indice d'octane de 115 et 145 avec l'ADI, 2 300 ch à 3 000 tr/min au niveau de la mer.
  - V-1710-F17R/L ou V-1710-89/91, version à turbocompresseur pour le P-38H, rotation vers la droite ou la gauche, injection eau méthanol ADI, essence à indice d'octane de 115 et 145 avec l'ADI, 2 300 ch à 3 000 tr/min au niveau de la mer.
  - V-1710-F20Rou V-1710-81 NA-99 (P-51A) et P-40E, 1 200 ch au décollage.
  - V-1710-F21Rou V-1710-87 NA-97 (A-36A), 1325 ch à 1 000 m.
  - V-1710-F26Rou V-1710-99 P-40N, compresseur à une vitesse et un étage, 1 200 ch au décollage, 1 125 ch à 5 274 m.
  - V-1710-F30R/L ou V-1710-111/113, P-38L
  - V-1710-F31Rou V-1710-115 P-40N
  - V-1710-F32R/L ou V-1710-119/?, compresseur mécanique à deux étage et deux vitesses et intercooler.
- V-1710-G nouvel arbre à cames, diverses configurations de suralimentation, 763 produits dont 750 G6.
  - V-1710-G6R/L ou V-1710-143/145, rotation vers la droite ou la gauche, injection eau méthanol ADI, essence à indice d'octane de 115 et 145 avec l'ADI, injection Bendix.

## Utilisations
- Bell YFM-1 Airacuda
- Bell XFL Airabonita
- Bell P-39 Airacobra
- Bell P-63 Kingcobra
- Boeing XB-38 Flying Fortress
- Curtiss P-40 Warhawk
- Curtiss-Wright XP-55 Ascender
- Curtiss XP-60A
- Curtiss YP-37
- Douglas XB-42 Mixmaster
- Douglas DC-8
- Lockheed P-38 Lightning
- North American A-36 Apache
- North American F-82 Twin Mustang
- North American P-51 Mustang
- Char lourd T29 (essais)

### Usage en compétition motonautique
Comme cela s'était produit après la guerre de 14-18 avec le moteur Liberty L 12 qui fit la fortune initiale de la société Allison, un grand nombre de moteurs Allison V1710 se retrouvèrent commercialisés à des prix ridicules comme surplus à la fin de la seconde guerre mondiale, surtout dans le contexte de la mutation de l'aviation vers le turboréacteur (ou "jet"). Tout comme le Liberty (qui fit les beaux jours des coureurs motonautiques des années 1930... et des gangsters importateurs d'alcool illégal avec des bateaux ultra-rapides) , l'Allison V1710 fut mis à contribution par le monde bien particulier de la course motonautique américaine, et en particulier à bord des Thunderboats (bateaux-tonnerre) de la catégorie "unlimited hydroplanes".
Emblématiques d'une certaine démesure du sport mécanique à l'américaine, ces bateaux de course spectaculaires et dangereux, largement parrainés par des firmes comme Atlas van Lines (transport), Bardahl (additifs pétroliers), Budweiser (bière) ou encore Oh Boy! Oberto (charcuterie industrielle), s'affrontaient dans un championnat continental très disputé et jusqu'aux années 1970 le Moteur Allison V1710 , de plus en plus affûté et gonflé par des préparateurs spécialisés, étant quasiment, avec son concurrent britannique le Rolls Royce Merlin, le choix incontournable pour propulser ces racers naviguant avec seulement les deux patins (sponsons) avant et l'hélice (prop rider) au contact de l'eau.
Par la suite, au début des années 1980, les hydroplanes de la catégorie Unlimited passèrent à la propulsion par turbine, toujours empruntée à l'aviation et se dotèrent d'ailerons et de deux patins avant pointus détachés de la coque à la façon d'une fourchette à cornichons (picklefork) ainsi que de cockpits fermés et pressurisés limitant l'hécatombe des pilotes. Toutefois le public américain resta attaché aux spectaculaires thunderboats à moteur V12 d'avion en échappement libre avec leur grondement de tonnerre et l'immense panache d'écume en queue de coq (roostertail) produit par l'hélice, ce qui explique les nombreuses restaurations de ces bateaux, emblématiques d'un certain "âge d'or" de la compétition motonautique et leur présentation au cours de courses-exhibition recueillant une large audience outre Atlantique.

### Usage en compétition detractor pulling
En tractor pulling, l'Allison V1710, équipé d'un compresseur centrifuge, est utilisé par l'équipe « Green Monster » sur deux véhicules :
- Green Monster, qui est équipé de deux unités montées l'une derrière l'autre[1] ;
- Green Fighter, qui est lui équipé de trois unités (deux à l'avant côte-à-côte, et une à l'arrière au centre)[2].